# Wappen Sri Lankas

Staatswappen

Das Wappen Sri Lankas wurde in der heute bestehenden Form nach der Gründung der Demokratischen Sozialistischen Republik Sri Lanka 1972 angenommen.
Es zeigt in einer kreisrunden, weiß-blau-weiß geränderten Plakette in Rot einen schreitenden goldenen Löwen, der in der rechten Vorderpfote ein Schwert hält. Dahinter ragen in einem gold-blau-gold geränderten blauen Kreis die 16 Blütenblätter eines Lotus hervor. Dieser Kreis ist umgeben von zwei goldenen Reisähren in Weiß, die ihrerseits von einem goldenen Ring umgeben sind. Die Reisähren wachsen zusammen mit zwei kleineren, herabhängenden aus einer goldenen Vase, die die Plakette trägt und auf einem goldenen Sockel steht. Über der zentralen Plakette befindet sich eine kleinere, goldene mit einem blauen Dharmachakra. Zu Seiten der Vase befinden sich zwei weitere kleine, blaugeränderte rote Plaketten, die einen goldenen Mond und seine goldene Sonne mit Gesichtern zeigen. Das gesamte Wappen ist von einer blauen Linie umgeben.
Der Löwe, der auch in der Flagge Sri Lankas gezeigt wird, stammt aus dem Banner des letzten Königs von Kandy. Der Reis ist das wichtigste landwirtschaftliche Produkt des Landes, alle übrigen Symbole stammen aus der buddhistischen Tradition der singhalesischen Bevölkerungsmehrheit: Das blaue Rad, in anderer Form auch in der Flagge Indiens abgebildet, steht für die buddhistische Lehre, seine acht Speichen symbolisieren den Achtfachen Pfad. Der Lotus (Nelumbo nucifera) ist ein Reinheitssymbol, Sonne und Mond schließlich (die sich auch in der Flagge Nepals finden) symbolisieren Langlebigkeit.
Das Wappen folgt weniger europäischen heraldischen Prinzipien, sondern ähnelt in seiner Form eher einem Mandala. Es wurde nach der Gründung der Republik Sri Lanka von einer sechsköpfigen Kommission nach dem Vorbild des Wappens des Dominion Ceylon geschaffen. Dieses ältere, einfachere Wappen, war trotz seiner unheraldischen Gestalt nach der Unabhängigkeit des Staates vom College of Arms 1954 bestätigt worden.
Das Wappen der britischen Kronkolonie Ceylon und das der älteren niederländischen Kolonie zeigten frontal einen Elefanten zwischen Palmbäumen. Die Vorderbeine des Elefanten im niederländischen Wappen waren mit zwei Schilden belegt, auf denen die Wappenbilder von acht Städten der Insel Ceylon vereint waren.

Wappen des Dominion Ceylon (1954–1972)
Britisches Kolonialwappen (1802–1948)
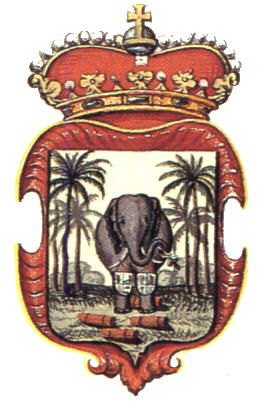
Niederländisches Kolonialwappen (1702–1796)
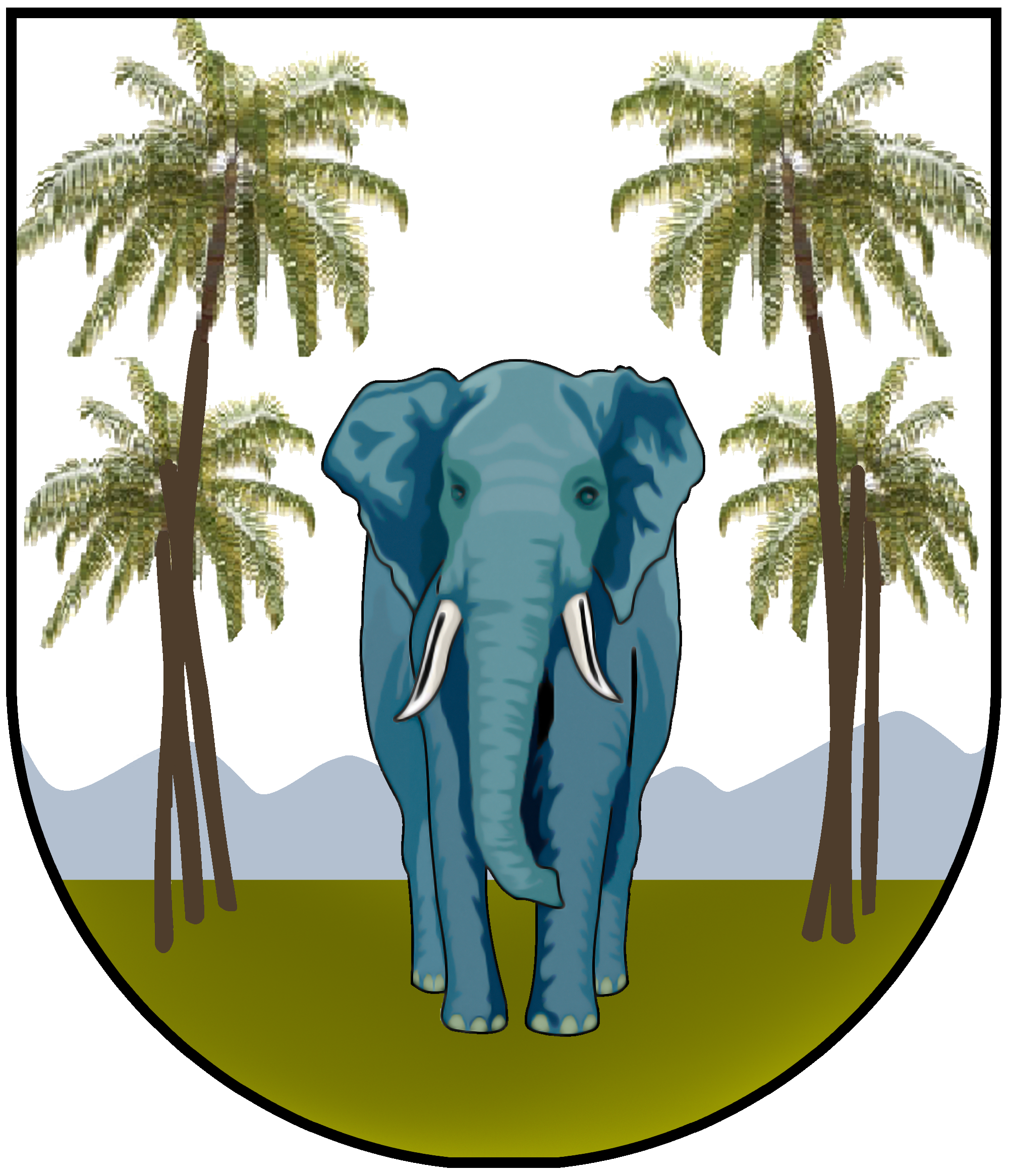
Portugiesisches Kolonialwappen (?–1658)